# 电感耦合

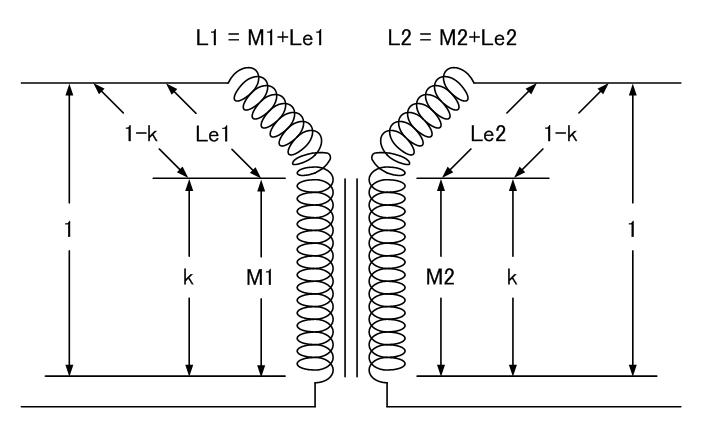
k 为耦合系数，Le1 和 Le2 是漏感，是互感

在电子工程学中，由于电磁感应使一根导线中的电流变化引起电动势通过另一根导线的一端，这样配置的两个导体称为是互感耦合，或称磁耦合，这种状态的电流变化是根据法拉第电磁感应定律产生感应电动势。电感耦合可以由互感来度量。如要加强两根导线的耦合,可将其绕成线圈并以同轴方式接近放置,这样一个线圈的磁场会穿过另一个线圈。互感耦合是许多仪器的原理,其中一个重要的应用就是变压器。

## 应用
- 变压器
- 耦合系数
- 发电机和电动机
- 感应线圈
- 金属探测器
- 数码绘图板
- 射频识别
- 电子商品监测
- 無線充電
- 谐振电感耦合
- 电磁炉